# Orion Kolej
Firma Handlowo Usługowa „Orion Kolej” Krzysztof Warchoł – polskie przedsiębiorstwo z branży kolejowej z siedzibą w Nowym Sączu.
Przedsiębiorstwo powstało w 1997 roku jako warsztat zajmujący się przeglądami i naprawami lokomotyw spalinowych, ale z czasem rozwinęło zakres usług.
Orion Kolej zajmuje się m.in.:
- naprawą i regeneracją zespołów, podzespołów i części zamiennych pojazdów szynowych,
- modernizacją lokomotyw spalinowych,
- dzierżawą lokomotyw spalinowych i wagonów towarowych,
- towarowymi przewozami kolejowymi.

Przedsiębiorstwo dysponuje lokomotywami:

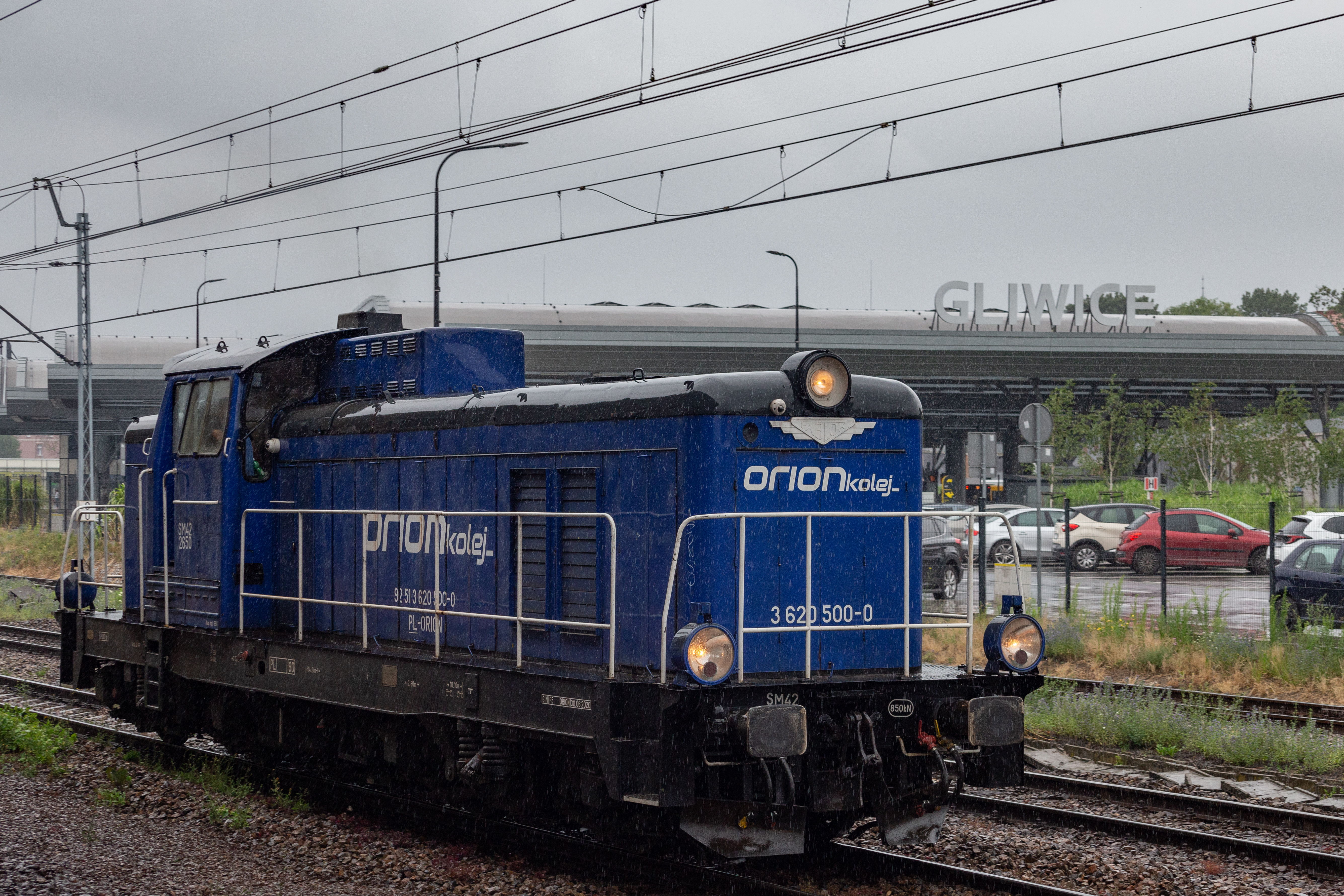
SM42-2650 w malowaniu Orion Kolej

- BR232,
- Ls800,
- M62,
- TEM2,
- 060DA,
- EU07,
- SM31,
- Pesa Gama.